# James Lewis Howe
James Lewis Howe (* 4. August 1859 in Newburyport, Massachusetts; † 20. Dezember 1955 in Washington, D.C.) war ein US-amerikanischer Chemiker.

## Leben
Howe war der Sohn eines Arztes und studierte Physik und Chemie am Amherst College mit dem Bachelor-Abschluss 1880. Danach studierte er an der Universität Göttingen bei Hans Hübner, Friedrich Wöhler und J. Post, an der er 1882 bei Hübner promoviert wurde (seine Dissertation war auch sein einziger Beitrag zur Organischen Chemie), und an der Universität Berlin. Wieder zurück in den USA lehrte er an der Brooks Military Academy in Cleveland (Ohio) und ab 1883 Professor für Chemie, Physik und Geologie an der Central University in Richmond (Kentucky). 1894 wurde er Professor für Chemie an der Washington and Lee University in Lexington (Virginia).  1938 wurde er emeritiert, lehrte aber nochmals Chemie und Deutsch in der Zeit des Zweiten Weltkriegs.
Howe war ein Pionier in der Chemie der Platinmetalle und befasste sich insbesondere mit Verbindungen von Ruthenium (Rutheniumtetrachlorid, Cyanoruthenate, Hexachlororuthenate, Tetrachlororuthenate, Rutheniumchloride und ihre Reaktion mit organischen Basen). Er galt in den USA als der Spezialist für die Platingruppe und war ab 1917 Vorsitzender eines speziellen Unterkomitees zu diesen beim National Research Council. Bekannt ist er für seine monumentale Bibliographie der Platinmetalle.
1883 heiratete er Henrietta Leavenworth Marvine, mit der er einen Sohn und zwei Töchter hatte.
1886 wurde er Ehrendoktor des Hospital College of Medicine in Louisville (Kentucky). 1937 erhielt er die Charles H. Herty Medal der Sektion Georgia der American Chemical Society.

## Schriften
- Bibliography of  Metals of the Platinum Group 1748–1896, Smithsonian Miscellaneous Collections, Washington, D.C. 1897
  - Der zweite Band, der die Literatur von 1748 bis 1917 behandelte, erschien 1919 (mit Hendrick Coenraad Holtz als Ko-Autor), Band 3 mit der Literatur von 1918 bis 1930 erschien 1947 bei Baker u. Co. in Newark, gefolgt von zwei weiteren Bibliographien im selben Verlag, einmal 1949 für das Jahrzehnt 1931 bis 1940, der andere 1956 für 1941 bis 1950. Howe arbeitete bis 1955 an der Fortsetzung, die aber nie erschien.
- mit Francis Preston Venable: Inorganic chemistry according to the periodic law, The Chemical Publ. Company, 1898, Archive